# Sylwia Spurek
Sylwia Iwona Spurek, née le 29 janvier 1976 à Skarżysko-Kamienna (Voïvodie de Sainte-Croix), est une juriste et femme politique polonaise féministe.
Elle est élue députée européenne en 2019, candidate sur la liste de Wiosna.

## Biographie
Sylwia Spurek est née le 29 janvier 1976 à Skarżysko-Kamienna, en Pologne. Elle est diplômée de la Faculté de droit et d'administration de l'université de Łódź (2000). Elle consacre son mémoire de maîtrise à la question de la participation des organisations de femmes aux procédures civiles. Elle est spécialisée en droit pénal, administratif, international et constitutionnel. En 2000, elle a été boursière du Legal Fellowship Program, participante aux cours de la International Women’s Human Rights Clinic à la City University de New York. En 2004, elle a complété une demande législative.
En 2012, elle défend sa thèse de doctorat sur les aspects juridiques de la prévention de la violence domestique, en mettant l'accent sur l'isolement de l'agresseur de la victime (superviseur: Eleonora Zielińska, juge du tribunal d'État polonais),.
De 2002 à 2005 au Secrétariat du Plénipotentiaire du gouvernement pour l'égalité de la condition féminine et masculine, où elle traite, entre autres, du projet de loi du gouvernement sur la lutte contre la violence domestique. Entre 2008 et 2015, elle est membre de l'équipe de la Cour européenne des droits de l'homme au ministère des Affaires étrangères.
De 2010 à 2012, elle est représentante du chef de la chancellerie du Premier ministre polonais au sein du Comité de protection des droits,. Jusqu'en 2014, elle est conseillère du Premier ministre au Département juridique de la Chancellerie du Premier ministre. Puis, jusqu'en juin 2015, elle est chef adjointe du Bureau du Plénipotentiaire du gouvernement pour l'égalité de traitement et est chargée, entre autres, de coordonner les travaux du gouvernement sur la ratification de la Convention du Conseil de l'Europe sur la prévention et la lutte contre la violence à l'égard des femmes et la violence domestique.
Le 22 septembre 2015, elle devient l'adjointe du Médiateur polonais pour l'égalité de traitement. Elle démissionne de cette fonction le 28 février 2019, après quoi elle s'implique dans la politique.
Début mars 2019, elle s'implique dans le projet politique de Robert Biedroń Printemps. Spurek est élu aux élections parlementaires européennes de 2019 de la circonscription de Grande Pologne - Poznań en tant que membre du Parlement européen. Elle appartient au groupe Alliance progressiste des socialistes et démocrates (S&D). Une fois élue au Parlement européen, elle est membre de la commission des libertés civiles, de la justice et des affaires intérieures du Parlement européen et de la commission de l'environnement, de la santé publique et de la sécurité alimentaire du Parlement européen. Elle est également membre de la délégation pour les relations avec le Canada.
Elle quitte Printemps le 28 octobre 2019. Elle indique comme motif de départ que le groupe avait modifié son statut. Le 30 septembre 2020, Spurek annonce qu'elle siègera désormais dans le Groupe des Verts/Alliance libre européenne,.